# Acantiza pissarrosa
L'acantiza pissarrosa(Acanthiza robustirostris) és una espècie d'ocell de la família dels acantízids (Acanthizidae) que habita boscos i arbusts del centre i oest d'Austràlia.